# NGC 7019
NGC 7019 est une galaxie spirale barrée située dans la constellation du Capricorne. Sa vitesse par rapport au fond diffus cosmologique est de 10 893 ± 21 km/s, ce qui correspond à une distance de Hubble de 161,0 ± 11 Mpc (∼525 millions d'al). NGC 7019 a été découverte par l'astronome américain Francis Leavenworth en 1886.
NGC 7019 renferme également des régions d'hydrogène ionisé
À ce jour, trois mesures non basées sur le décalage vers le rouge (redshift) donnent une distance de 137,667 ± 1,528 Mpc (∼449 millions d'al), ce qui est à l'extérieur des valeurs de la distance de Hubble, mais compatible avec celles-ci. Notons cependant que c'est avec la valeur moyenne des mesures indépendantes, lorsqu'elles existent, que la base de données NASA/IPAC calcule le diamètre d'une galaxie et qu'en conséquence le diamètre de NGC 7019 pourrait être d'environ 37,4 kpc (∼122 000 al) si on utilisait la distance de Hubble pour le calculer.